# Étendards islamiques noirs et blancs
L'étendard noir (الراية السوداء, ar-rāyat as-sawdāʾ, ou الراية العقاب, ar-rāyat al-ʻuqāb, « l'étendard de l'aigle », ou simplement الراية, ar-rāya, « l'étendard ») est l'un des drapeaux utilisés par Mahomet selon la religion musulmane. C'est aussi un symbole eschatologique du chiisme annonçant la venue du Mahdi.

Drapeau de l’islam.

## Origines
Avant l'avènement de l'islam, des étendards représentant des aigles étaient utilisés, entre autres, au sein de l'armée romaine pour identifier le cœur de la légion. Au milieu du VIIe siècle, les arabes utilisaient des signes dans le même but. La rāya était une bannière carrée tandis que le liwāʾ ou ʻalam était une marque distinctive tel un turban rouge.
Selon la tradition islamique, la tribu des Quraych possédait une liwāʾ noire et une rāya noire et blanche. Mahomet, toujours selon les textes sacrés de l'islam, disposait d'un ʻalam blanc surnommé l'aigle blanc (العقاب, al-ʻuqāb) et une rāya noire confectionnée à partir du couvre-chef de sa femme Aïcha.
Il est noté à propos de la bataille de Siffin (657) que Ali utilisa la liwāʾ du prophète qui, comme indiqué ci-dessus, était blanche ; mais que ses compagnons d'armes brandirent aussi des étendards noirs.

## Prophétie
Selon la tradition musulmane, Mahomet a rapporté que l'avènement du Mahdi sera signalé par la venue de combattants provenant du Khorasan et porteurs d'étendards noirs,.

## Usage historique
À l'occasion du renversement du califat omeyyade, les partisans du nouveau calife abbasside adoptèrent l'étendard noir comme signe de ralliement, ce qui leur valut le surnom de musawwids. Leurs adversaires utilisèrent d'autres couleurs en réaction. Ceux qui étaient loyaux à Marwan II adoptèrent ainsi le rouge.
En 1848 Mullá Husayn (en), le premier disciple du Bāb, personnage qui donna naissance au babisme, mouvement millénariste dont est issu la religion bahaï, reçut l'ordre de son maître de partir à cheval de Mechhed, dans la région du Khorasan, à l'est de l'Empire perse et de marcher avec 202 autres disciples vers l'ouest. Ils reçurent pour instruction de dresser l'étendard noir de la guerre sainte. Le but en agissant ainsi était de marquer l'accomplissement de la prophétie décrite dans le hadith indiquant que la venue d'hommes brandissant des bannières noirs serait l'un des signes annonciateurs de la venue du Mahdi. Les disciples du Bab, retranchés autour d'un mausolée transformé en forteresse dans la province de Mazandéran finirent par être vaincus  par les forces impériales dans la bataille de Shaykh Tabarsi.
Le drapeau de l'émirat d'Afghanistan sous le règne d'Abdur Rahman Khan (1880–1901) était aussi entièrement noir.
À l'occasion du développement du nationalisme arabe au début du XXe siècle, le noir qui est l'une des composantes des couleurs panarabes afin de représenter la bannière noire de Mahomet et des Abbassides, la dynastie sunnite par excellence.

## Drapeau noir djihadiste
L'usage du drapeau noir et du sceau de Mahomet par des groupes djihadistes remonte aux années 1980. Bien que l'étendard historique ne comporte en son sein aucune inscription, cette variante est aussi désignée, selon la tradition musulmane, sous le nom de ar-rāya, « l'étendard », ou ar-rāyat al-ʻuqab, « l'étendard de l'aigle ».
Plusieurs organisations utilisent ce type de drapeau : Al-Qaïda, Al-Shabbaab, l'Union des tribunaux islamiques, l'État islamique et le Hizbul Islam. Dans certaines variantes de ce drapeau, la seconde phrase de la chahada est représentée sous la forme du sceau de Mahomet.
Pour les djihadistes, cette bannière est un symbole du passé, du présent et du futur puisqu'elle représente à la fois Mahomet, l'État islamique, et l'avènement du Mahdi.

## Galerie

### Drapeaux noirs

Drapeau islamique classique
Drapeau d'Al-Qaïda en Irak
Drapeau de Daech et des Al-Shabbaabs
Drapeau de l'Émirat du Caucase
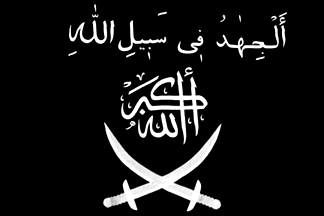
Drapeau des djihadistes du Caucase
Drapeau du Front al-Nosra

### Drapeaux blancs

Drapeau islamique
Drapeau des talibans
Drapeau des Al-Shabbaabs
Drapeau du Bataillon Vert